# King Arthur (2004)
King Arthur is een Brits-Amerikaans-Ierse film uit 2004 geregisseerd door Antoine Fuqua. De film beweert een op nieuw historisch bewijs gebaseerd relaas te zijn waardoor de vele latere folkloristische en mythische Arthuriaanse legenden geïnspireerd zouden zijn. In deze interpretatie zijn Arthur en zijn Ridders Sarmatische krijgers die de Romeinse provincie Brittannië beschermen tegen Woads, een woudvolk waartoe ook Merlijn de Magiër en Guinevere behoren. Zij slaan de handen ineen om de Saksische invasie te stoppen.

## Verhaal
In de 5e eeuw n.Chr. raakt het Romeinse Rijk in verval en op vele plaatsen in Europa weten plaatselijke volken de Romeinen te verjagen. Zo gebeurt ook in Noord-Brittannië waar de Woads (de Picten) en de Saksen de dienst uitmaken en de Romeinen het leven zuur maken. Bij de Romeinse heersers aldaar bestaat er een groep ruiters, Sarmaatse troepen onder leiding van Artorius Castus, die na de verovering van hun woongebied naar Britannia moesten om verplichte dienst te verrichten in het Romeinse leger. De mannen zijn gespecialiseerd in vechttechnieken te paard en hebben na 15 jaar dienst hun plicht vervuld en mogen terug naar thuisland, Sarmatië. Toch krijgen de mannen nog een laatste klus. Zij krijgen deze opdracht van bisschop Germanicus in naam van de paus: ze moeten van de paus een belangrijke familie, die zich achter de Muur van Hadrianus bevindt, redden van de oprukkende Saksen, onder leiding van Cerdic. Artorius en zijn overgebleven mannen, Lancelot, Tristan, Galahad, Bors, Gawain en Dagonet gaan de strijd aan. Op tijd weten de mannen de familie te bevrijden maar de Saksen zijn dichtbij en verbranden alles op hun pad. Arthur (Artorius) ontdekt voor vertrek een cellencomplex. Hier zijn een aantal Picten in opgesloten onder wie een jonge vrouw, Guinevere genaamd. Het konvooi trekt de bergen in met de Saksen op de hielen. Arthur weet door een list een gedeelte van het Saksische leger een bevroren pas in te lokken. Doordat Dagonet, een van Arthurs mannen, het ijs inslaat met zijn bijl en het vijandelijke leger in gesloten formatie loopt, zakken ze door het ijs. Nadat de uitverkorene van de paus veilig is afgeleverd, verkrijgen de Samartanen hun vrijheid en mogen ze naar huis. Arthur echter, krijgt last van zijn geweten en besluit nogmaals het gevecht aan te gaan tegen de Saksen op Badon Hill.

## Cast
| Acteur            | Personage                |
| ----------------- | ------------------------ |
| Clive Owen        | Arthur (Artorius Castus) |
| Keira Knightley   | Guinevere                |
| Ioan Gruffudd     | Lancelot                 |
| Mads Mikkelsen    | Tristan                  |
| Joel Edgerton     | Gawain                   |
| Hugh Dancy        | Galahad                  |
| Ray Winstone      | Bors                     |
| Ray Stevenson     | Dagonet                  |
| Stephen Dillane   | Merlin                   |
| Stellan Skarsgård | Cerdic                   |
| Til Schweiger     | Cynric                   |

## Historie
(Lucius) Artorius Castus, zoals deze Koning Arthur wordt genoemd, was net als in de film een Romeinse krijgsheer, die leefde in de 2e eeuw na Christus. In 1924 was Kemp Malone de eerste die de mogelijkheid bepleitte dat Artorius de historische basis zou kunnen zijn voor de volksheld Arthur, lang herinnerd in lokale verhalen en legendes.
Het verhaal speelt zich af in het noorden van Britannia, bij en ten noorden van de Muur van Hadrianus. De aldaar aanwezige Picten waar de Romeinen in eerste instantie problemen mee hadden, woonden in het noorden van Schotland maar deden uitvallen in zuidelijker richting. De Saksen zijn Britannia niet in het noorden binnengevallen maar juist in het zuiden. Een andere Germaanse invaller, de Angelen, vielen hier wel binnen (evenals een aantal eeuwen later - vanaf de achtste eeuw - de Vikingen). Voor de Picten en de Romeinen kan de naamgeving om het even zijn geweest, daar Angelen en Saksen buurvolken waren en weinig van elkaar verschilden.

## Verschil met mythologie
Door de realistische toon sluit de film enkele (vaste) kenmerken van de mythologische vertelling uit, waaronder al het bovennatuurlijke. Zo wordt de liefdesdriehoek tussen Arthur, Guinevere en Lancelot volledig weggelaten, op enkele suggestieve blikken tussen de laatste twee na.
Afgaande op het standaardwerk Le Morte d'Arthur van Thomas Malory zijn veel van de personages en hun relaties aangepast. Zo is in Malory’s werk het leeftijdsverschil tussen Arthur en Galahad liefst 52 jaar, en is die laatste de zoon van Lancelot. In de film zijn de meeste personages van dezelfde generatie, al is er tussen Arthur en Guinevere nog wel een aanzienlijk leeftijdsverschil als men de echte leeftijd van hun vertolkers in acht neemt.
Enkele bekende hoofdstukken uit Malory, zoals Arthurs geboorte, de zoektocht voor de Heilige Graal en de individuele avonturen van enkele ridders, zijn eveneens afwezig.

## Muziek
De soundtrack van de film is gecomponeerd door Hans Zimmer en bevat:
1. Tell Me Now (what You See) 4:34 met Moya Brennan
2. Woad To Ruin 11:31
3. Do You Think I'm Saxon? 8:42
4. Hold The Ice 5:42
5. Another Brick In Hadrian's Wall 7:11
6. Budget Meeting 9:43
7. All Of Them! 10:24